# 카멘 드 라밸레이드

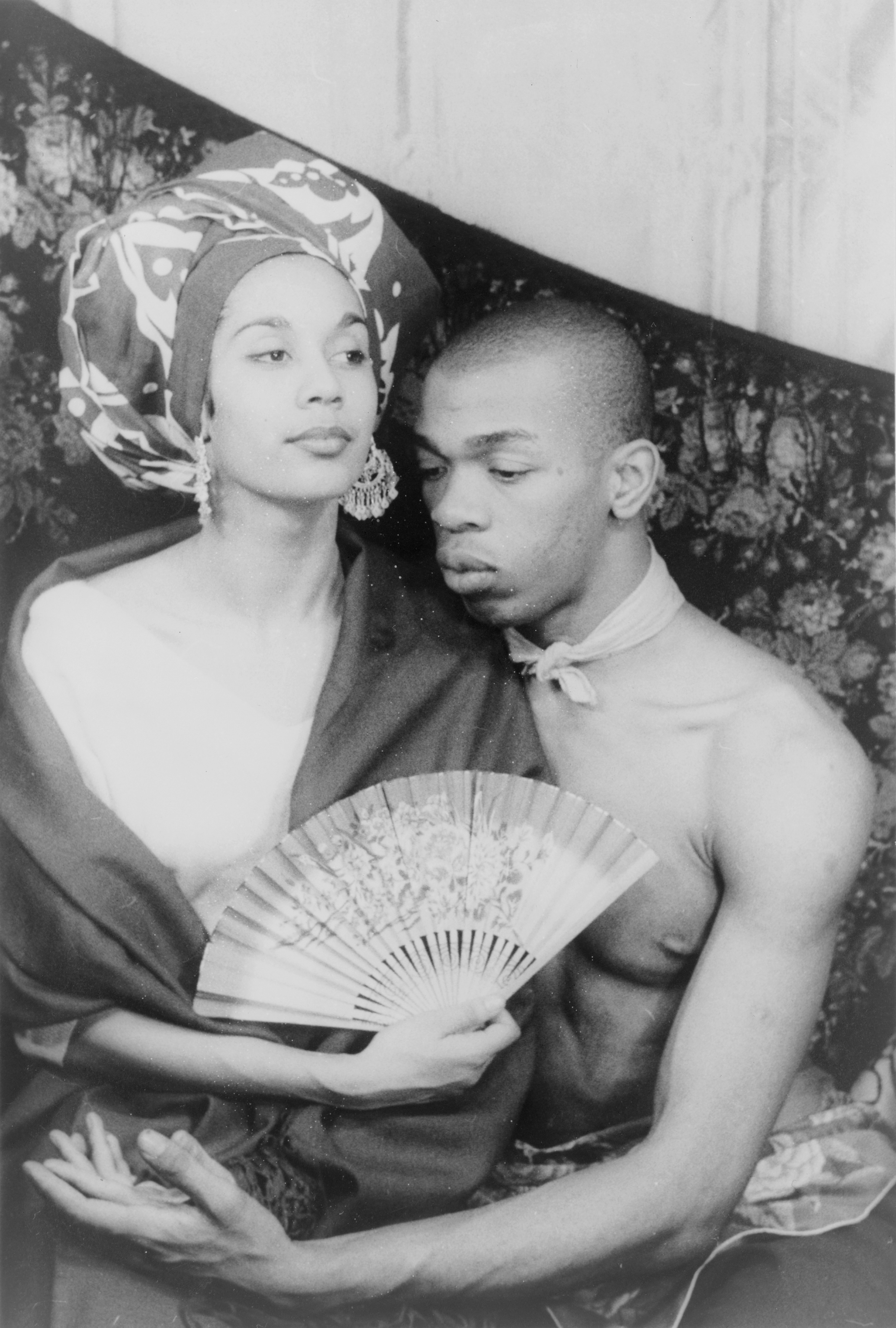

카먼 더라벌라드(Carmen de Lavallade, 영어 발음: /də ˈlɑːvəlɑːd/, 1931년 3월 6일 ~ )는 미국의 배우, 안무가, 발레 무용수이다.
로스앤젤레스에서 태어났다.

## 영화
- 디 아워스 (2002년) - 2001 - 클라리사의 이웃 역
- 빅 대디 (1999년)
- 오즈 어게인스트 투마로우 (1959년)
- 이집트 (1954년)
- 카르멘 존스 (1954년)
- 드미트리우스와 검투사들 (1954년)
- 애보트와 코스텔로 닥터 지킬과 미스터 하이드 만나다 (1953년)